# Austin Melford
Austin Melford (Alverstoke, 24 de agosto de 1884 – 18 de agosto de 1971) foi um roteirista e diretor de cinema britânico. Ele era o irmão do ator Jack Melford.

## Filmografia selecionada
Diretor
- Car of Dreams' (1935)
- Oh, Daddy! (1935)
- Radio Lover (1936)

Roteiro
- It's a Boy (1933)
- A Southern Maid (1933)
- Aunt Sally (1933)
- Road House (1934)
- Three Maxims (1936)
- It's Love Again (1936)
- Feather Your Nest (1937)
- Keep Fit (1937)